# Neckera marginata
Neckera marginata là một loài Rêu trong họ Neckeraceae. Loài này được (Paris) Broth. miêu tả khoa học đầu tiên năm 1906.